# إريكوسا (كيركيرا)
إريكوسا (Ερεικούσσα) هي مدينة في كيركيرا في مقاطعة كينتريكي إلادا في اليونان.
يبلغ عدد سكانها حوالي 1139  نسمة.